# Ellipeiopsis
Ellipeiopsis é um género botânico pertencente à família Annonaceae.